# Малынь (Московская область)
Малынь — село в городском округе Серебряные Пруды Московской области.

## География
Находится в южной части Московской области на расстоянии приблизительно 13 км на север по прямой от окружного центра поселка Серебряные Пруды.

## История
Известно с 1579 года как деревня, в которой прежде была Никольская церковь. В 1763 году отмечалось как владение коллежского асессора Павлова, позднее перешло к его наследникам. В 1816 году 45 дворов, в 1880 — 79, в 1916 — 70, в 1974 — 29. Действовала Казанская церковь (1885 года постройки). В период коллективизации организован колхоз им Известий ВЦИК, позднее работало ТОО «Нива». В период 2006—2015 годов входило в состав сельского поселения Узуновское Серебряно-Прудского района. Ныне имеет дачный характер.

## Население
Постоянное население составляло 487 человек (1763), 413 (1795), 380 (1816), 410 (1858), 550 (1880), 515 (1916), 60 (1974), 16 в 2002 году (русские 100 %), 2 в 2010.